# 바너비 존스
《바너비 존스》(영어: Barnaby Jones)는 CBS에서 1973년 1월 28일부터 1980년 4월 3일까지 방영한 미국의 추리 드라마이다.
한국에서는 MBC에서 《명탐정 바나비 존즈》라는 제명으로 방영하였다.